# Huawei Ascend W1

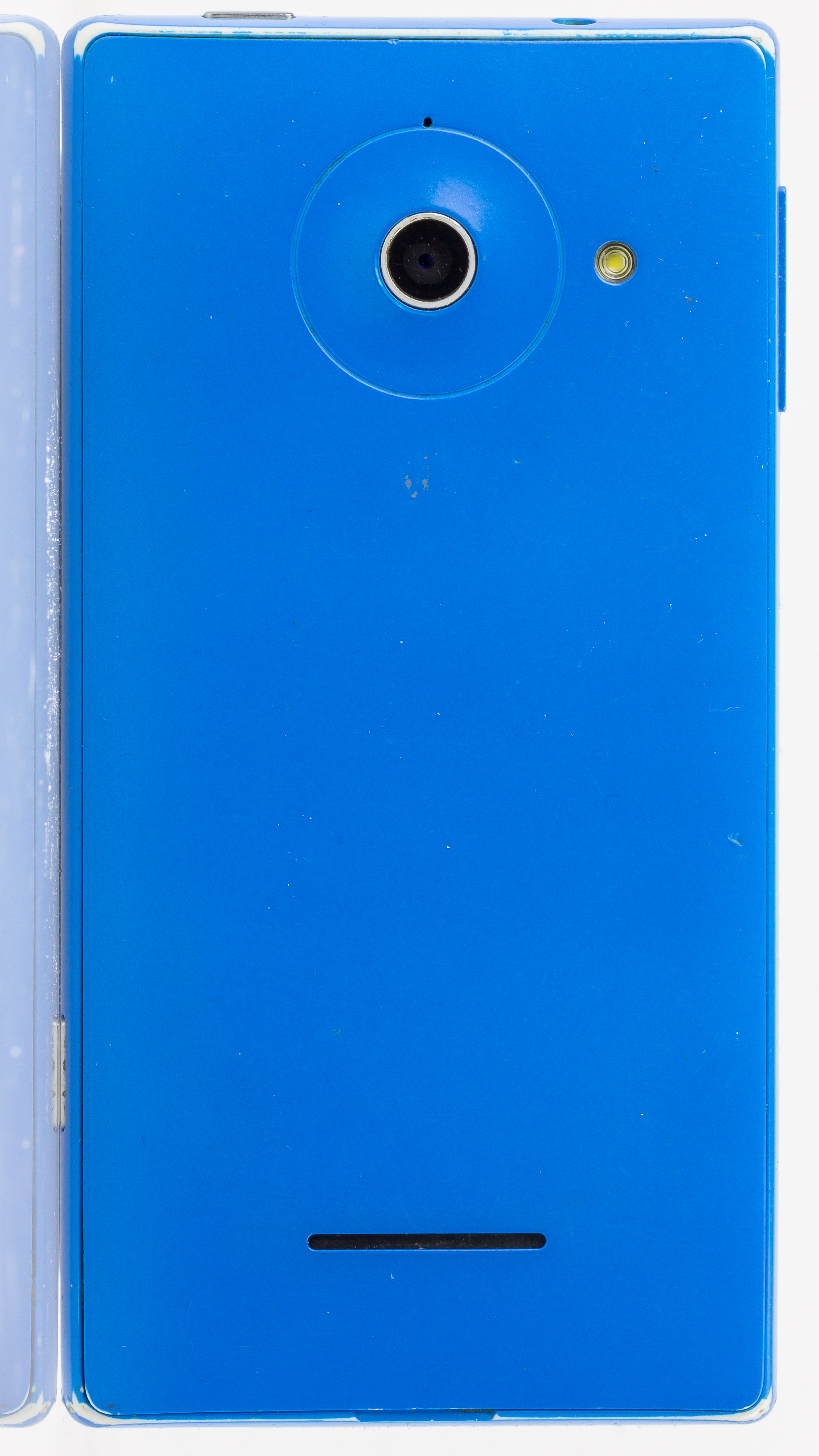
Retro del Huawei Ascend W1

Il Huawei Ascend W1 è uno smartphone prodotto da Huawei in partnership con Microsoft.

## Storia
È stato presentato al CES 2013 di Las Vegas; il dispositivo viene considerato di fascia medio-bassa.
È stato presentato ufficialmente in Italia il 19 marzo 2013. È il primo smartphone con Windows Phone 8 ad andare sotto la soglia dei 200 €.